# Asociación Neuropsiquiátrica Argentina
La Asociación Neuropsiquiátrica Argentina (abreviado A.N.A.) es una organización no gubernamental argentina sin fines de lucro creada con el objetivo de articular y encauzar el estudio y desarrollo de la neuropsiquiatría. Inicialmente ideada para llevar a cabo actividades tendientes a promover el estudio neurológico y psiquiátrico de la conducta humana, hoy la A.N.A. también propicia la investigación médica en neurociencias en general, y constituye un espacio para el intercambio académico a nivel nacional e internacional.
Fue fundada el 4 de diciembre de 1998 en Buenos Aires, Argentina, y actualmente está presidida por su fundador, Luis Ignacio Brusco.
Pertenece a nivel internacional a la International Neuropsychiatric Association.

## Áreas de trabajo

### Actividad educativa
La Asociación Neuropsiquiátrica Argentina, a través de profesionales de diversas áreas, brinda cursos de especialización de posgrado, información y actualización, en miras de proporcionar los conocimientos y elementos vivenciales necesarios para encontrar una respuesta a los interrogantes neurológicos y psiquiátricos, sus problemáticas e interrelación. Estas clases son tanto de modalidad presencial como virtual.

### Editorial
La editorial de la Asociación, EDANA, facilita la publicación de artículos, revistas, trabajos y libros, ya sea en forma individual o grupal, a profesionales pertenecientes o no a la asociación, para fomentar la difusión en forma impresa de la información relacionada al trabajo realizado.

### Biblioteca
La Biblioteca de la Asociación tiene como propósito brindar acceso a la información médica, psicológica y filosófica a profesionales y a la comunidad en general interesada en el área de la salud mental, para favorecer el conocimiento y/o la investigación en el área.

## Congresos

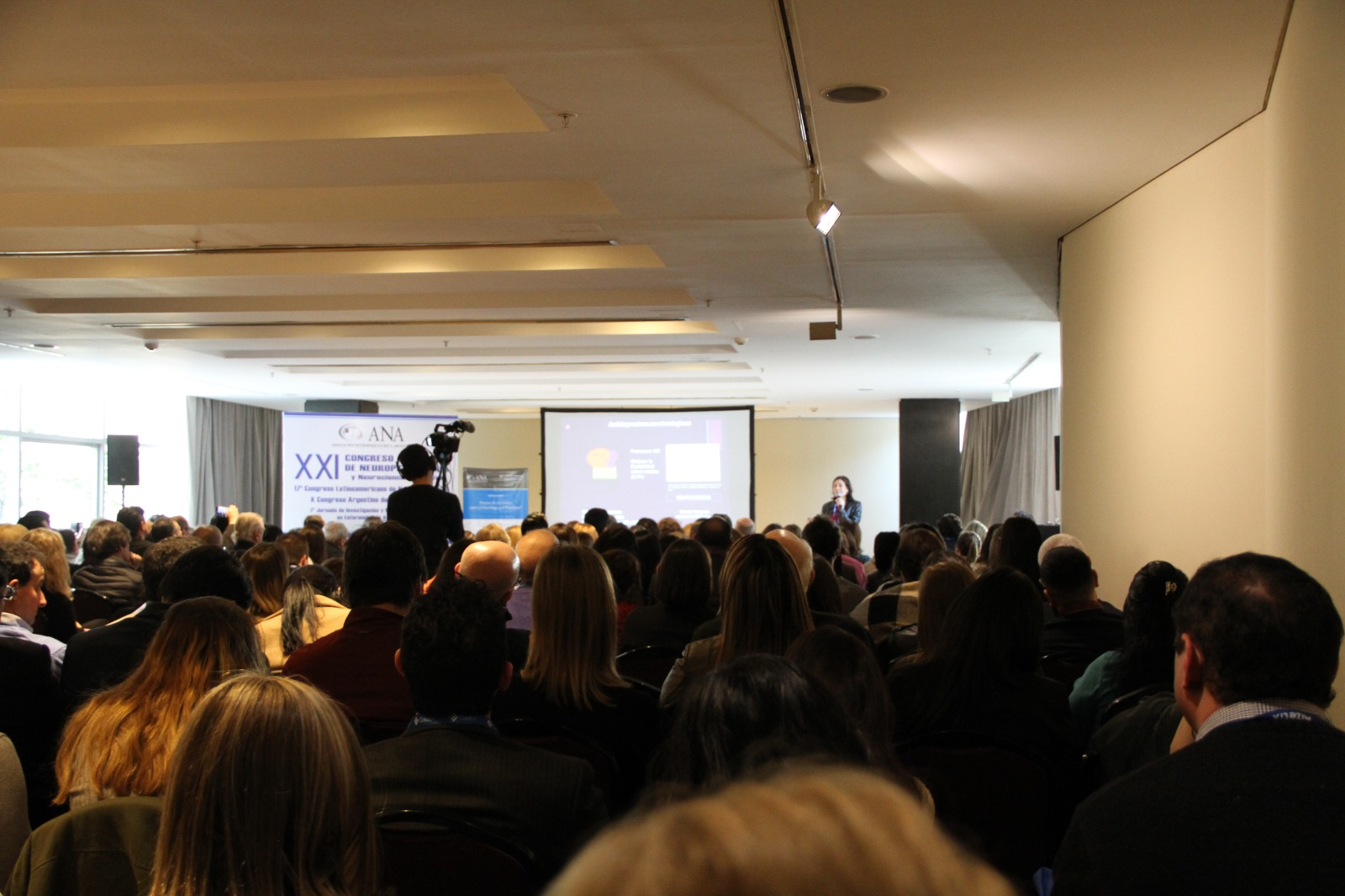
Fotografía del Congreso Argentino de Neuropsiquiatría y Neurociencia Cognitiva

Anualmente, desde 1998, la Asociación Neuropsiquiátrica Argentina realiza el «Congreso Argentino de Neuropsiquiatría y Neurociencia Cognitiva» en el NH City & Tower Hotel, en donde se reúnen profesionales nacionales y del resto del mundo para disertar o profundizar estudios en las diversas áreas del programa del congreso e interrelacionarse entre sí, para generar a su vez soluciones que puedan servir a la comunidad.

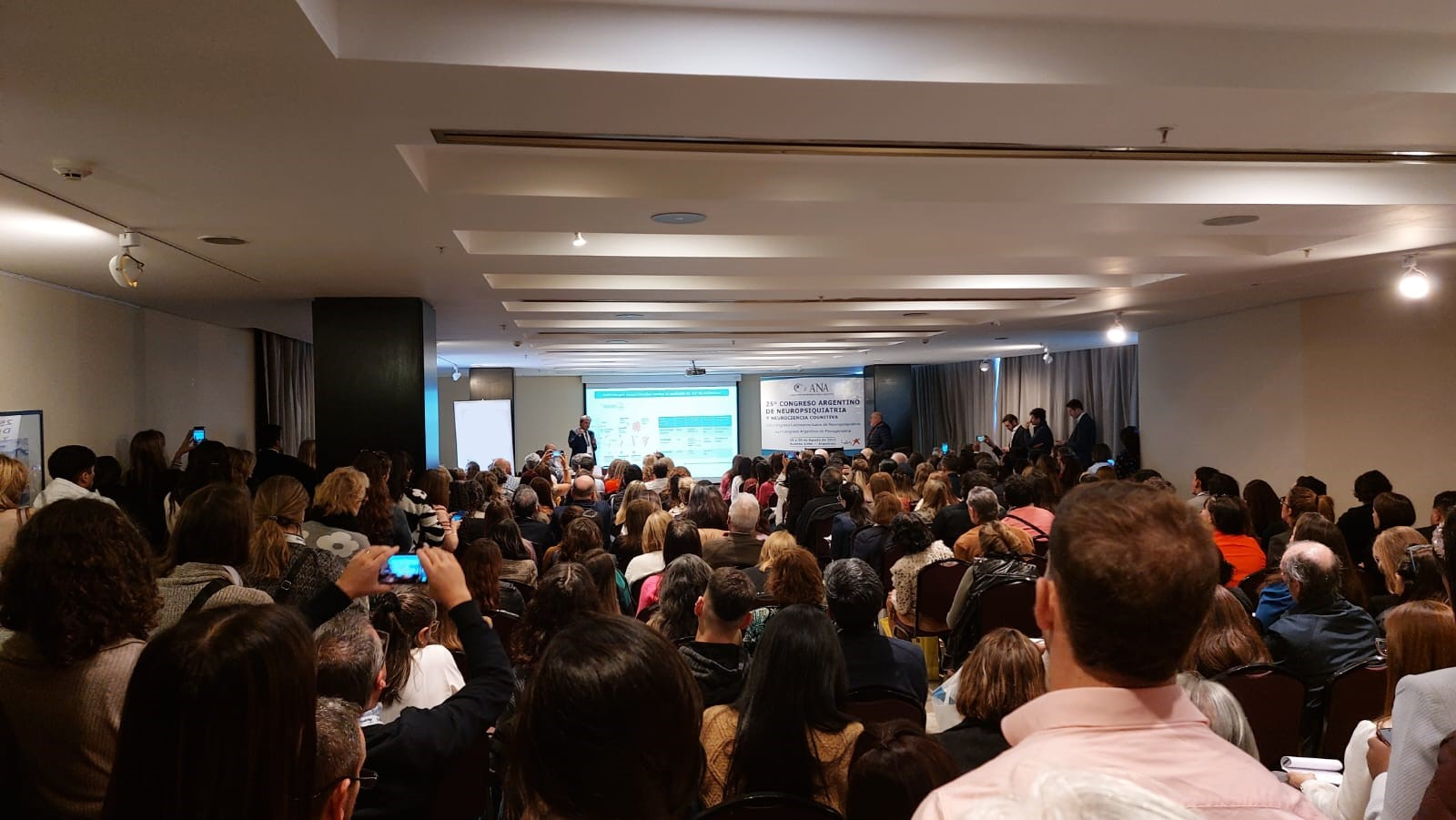

En los años 2006 y 2008 el Honorable Senado de la Nación Argentina propuso declarar al Congreso Argentino de Neuropsiquiatría y Neurociencia Cognitiva de «interés científico y parlamentario», ya que «será importantísima la presencia de profesionales de la salud mental, que en años anteriores superaron los 3000 profesionales, y la presencia en esta oportunidad de importantes disertantes extranjeros, unidos a casi un centenar de disertantes argentinos garantizan el éxito del Congreso.»